# Віллібальд Боровіц
Віллібальд Еріх Франц Йозеф Боровіц (нім. Willibald Erich Franz Josef Borowietz; 17 вересня 1893 — 1 липня 1945) — німецький воєначальник, генерал-лейтенант вермахту. Кавалер Лицарського хреста Залізного хреста з дубовим листям.

## Біографія
Учасник Першої світової війни. 21 березня 1920 року звільнений з армії і вступив у поліцію. Служив по лінії ППО. 1 жовтня 1935 року перевівся у вермахт, служив в штабі командувача танковими військами. З 9 вересня 1939 року — командир 50-го протитанкового дивізіону. Учасник Польської і Французької кампаній. З 10 червня 1941 року — командир 10-го стрілецького полку 9-ї танкової дивізії. 5 жовтня 1942 року переведений в резерв фюрера. З 10 листопада 1942 року — командир 10-ї моторизованої бригади. З 1 січня 1943 року — командир 15-ї танкової дивізії, яка билась в Північній Африці. 10 травня 1943 року капітулював разом з німецькими військами в Тунісі. Загинув в американському таборі внаслідок нещасного випадку.

## Звання
- Фенріх (5 березня 1914)
- Лейтенант (23 січня 1915)
- Оберлейтенант (18 жовтня 1918)
- Гауптман поліції (21 грудня 1921)
- Майор поліції (11 серпня 1931)
- Майор (1 жовтня 1935)
- Оберстлейтенант (1 квітня 1940)
- Оберст (1 лютого 1942)
- Генерал-майор (1 січня 1943)
- Генерал-лейтенант (1 травня 1943)

## Нагороди
- Залізний хрест
  - 2-го класу (6 жовтня 1914)
  - 1-го класу (25 червня 1915)
- Нагрудний знак «За поранення» в чорному
- Почесний хрест ветерана війни з мечами (21 грудня 1935)
- Медаль «За вислугу років у Вермахті»
  - 4-го, 3-го і 2-го класу (18 років; 2 жовтня 1936) — отримав 3 медалі одночасно.
  - 1-го класу (25 років)
- Пам'ятна військова медаль (Угорщина) з мечами
- Медаль за участь у Європейській війні (1915—1918) з мечами (Третє Болгарське царство)
- Застібка до Залізного хреста
  - 2-го класу (25 вересня 1939)
  - 1-го класу (11 червня 1940)
- Сертифікат Пошани Головнокомандувача Сухопутних військ Вермахту (12 квітня 1941)
- Двічі відзначений у Вермахтберіхт
  - «Під час наступу танкової дивізії на Ускюб 6 та 7 квітня особливо відзначились оберст Апелль, командир стрілецької бригади, і оберстлейтенант Боровіц, командир протитанкового дивізіону.» (12 квітня 1941)
  - «На африканському театрі війни відзначилися 90-та легка африканська дивізія під командуванням генерал-лейтенанта графа Шпонека та 15-та танкова дивізія під командуванням генерал-майора Боровіца. Обидві дивізії досягли надзвичайних успіхів з початку африканської кампанії.» (11 травня 1943)
- Нагрудний знак «За участь у загальних штурмових атаках» (14 квітня 1941)
- Лицарський хрест Залізного хреста з дубовим листям
  - лицарський хрест (24 липня 1941)
  - дубове листя (№ 235; 10 травня 1943)
- Німецький хрест в золоті (14 червня 1942)
- Медаль «За зимову кампанію на Сході 1941/42» (1 серпня 1942)
- Срібна медаль «За військову доблесть» (Італія)
- Нарукавна стрічка «Африка»